# Animateur

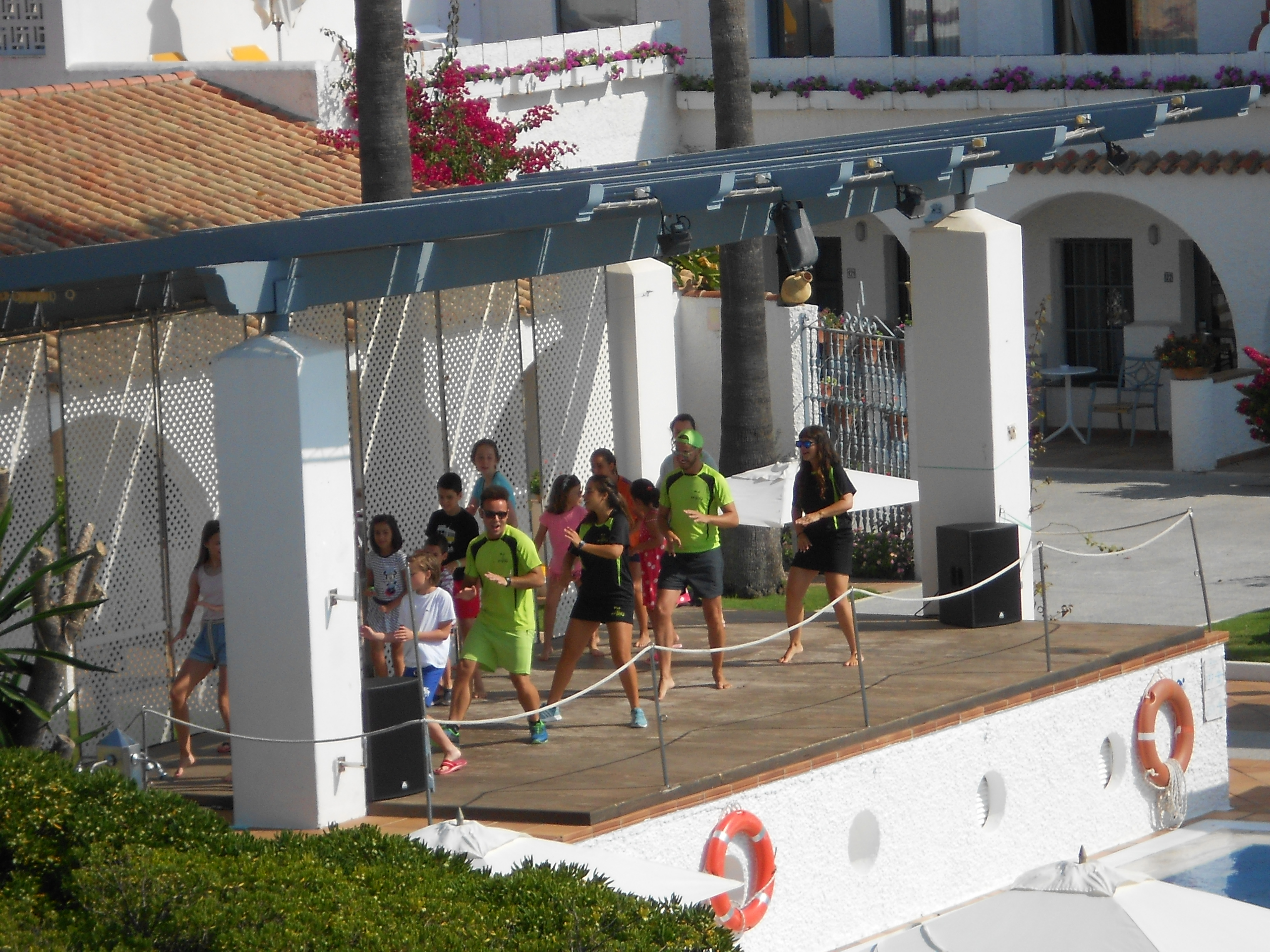
Animateure tanzen mit Kindern in einem spanischen Hotel 2017

Animateur (weibliche Form: Animateurin, von frz. animateur, weibl. animatrice) ist die Bezeichnung für einen professionellen Unterhalter und Gästebetreuer. Animateure sollen Fröhlichkeit und Lebensfreude ausstrahlen, gute Laune verbreiten und durch geeignete Aktionen (Animation) dafür sorgen, dass sich Gäste oder Kunden wohlfühlen und nicht langweilen. Besonders verbreitet sind Animateure in der Tourismusbranche. Sie werden aber auch in anderen Bereichen eingesetzt, vor allem zur Kinderbetreuung in großen Einkaufszentren, bei Kongressen, Großveranstaltungen oder in Vergnügungsparks. 
In Frankreich ist ein animateur oder eine animatrice ganz allgemein eine Person, die eine Veranstaltung oder eine Sendung moderiert. Auch ein Conférencier, etwa einer Revue, wird so bezeichnet.

## Animateure in der Tourismusbranche
Im Tourismus sind Animateure, je nach Arbeitgeber und Zielgruppe, als Kinder-, Jugend-, Erwachsenen-, Senioren-, Sport- oder Fitnessanimateure tätig. Sie werden vornehmlich in Feriengebieten in Ferienclubs, Hotelanlagen und auf Kreuzfahrtschiffen eingesetzt, wo sie für Spiel, Sport, Spaß und Vergnügen sowie für die Gestaltung und Durchführung von Sportturnieren, Wettkämpfen, kreativen Aktivitäten, Unterhaltungsprogrammen, Aufführungen, Tanzdarbietungen und dergleichen zuständig sind und sich unter anderem als Bühnenbildner, Disc-Jockeys usw. betätigen. Ihre Aufgaben sind die Steigerung der Geselligkeit, die Unterhaltung der Gäste sowie die Einbeziehung alleinstehender Gäste.
Viele Veranstalter setzen ihre Animationsteams aus Mitarbeitern unterschiedlicher Nationalitäten zusammen und verpflichten neben Einheimischen aus dem jeweiligen Urlaubsgebiet auch Animateure aus den Ländern, aus denen die Urlauber selbst stammen. Die gemeinsame Muttersprache und der gemeinsame kulturelle Hintergrund tragen dazu bei, dass die Animateure als Bezugspersonen angesehen werden (neben dem Standortreiseleiter).
Die Arbeit als Animateur in der Tourismusbranche ist in Europa oftmals saisonal begrenzt auf die Sommermonate. Urlaubsregionen, wie zum Beispiel die Kanarischen Inseln, bieten Animateuren das ganze Jahr über eine Beschäftigungsmöglichkeit. Insbesondere Anbieter von Cluburlaub bieten durch das Clubkonzept mit Sport- und Unterhaltungsprogramm Animateuren diverse Beschäftigungsmöglichkeiten.

### Anforderungen
Animateure werden in der Regel im Alter von 17 bis etwa 35 Jahren eingestellt, Seniorenanimateure auch in höherem Alter. Vorausgesetzt werden Unabhängigkeit, Flexibilität, Offenheit, Kontakt- und Kommunikationsfreudigkeit, Organisationstalent, die Fähigkeit, in einem Team zu arbeiten, eine gewisse Gelassenheit in Stress- und Konfliktsituationen und die Beherrschung von einer oder mehrerer Fremdsprachen. Je nach dem Betätigungsfeld sind weitere Kenntnisse, Fähigkeiten oder Erfahrungen notwendig oder von Vorteil, wie Erfahrungen im Umgang mit Kindern, Jugendlichen und Senioren, pädagogisches Geschick, Autorität, Geduld, körperliche Fitness, Beherrschung von Sport- und Spielregeln, Kreativität, Erfahrungen im Bühnen- oder Showbereich usw. Erwartet werden ferner gute Manieren, freundliches Auftreten und ein gepflegtes Äußeres.

## Qualifikationen
Eine klassische Ausbildung zum Animateur, wie z. B. in der Handwerksbranche üblich, gibt es nicht. Häufig wird die Tätigkeit des Animateurs als Nebentätigkeit ausgeübt, nützlich für einen Einstieg können jedoch Seminare und Zusatzqualifikationen sein. Einige Reiseveranstalter bieten daher Kurse an, um ihr Saisonpersonal zu schulen. Des Weiteren kann das Erlangen von Qualifikationen gefördert werden. Beispiele hierfür wären eine Trainerlizenz in der Lizenzstufe B oder der Titel „Instructor“ für diverse Sportarten.